# Mirko Giulietti
Mirko Giulietti (* 1964 in Lugano) ist ein Schweizer Diplomat und seit 2024 Schweizer Botschafter in Kenia. Von 2016 bis 2020 war er Botschafter in Mittelamerika.

## Laufbahn
Giulietti absolvierte ein Bachelorstudium der Wirtschafts- und Sozialwissenschaften an der Universität Genf sowie ein Master in Stadt- und Raumplanung an der ETH Zürich. Ferner erhielt er den LL.M. (Diplôme d’Etudes Supérieures) in internationalem Menschenrecht der Université catholique de Louvain (UCL). Für das Internationale Komitee vom Roten Kreuz (IKRK) war er in mehreren Missionen in Kolumbien, Afghanistan und Ruanda tätig. Das Eidgenössische Departement für auswärtige Angelegenheiten (EDA) ordnete Giulietti im Rahmen eines Expertenpools zur Organisation für Sicherheit und Zusammenarbeit in Europa (OSZE) in Bosnien-Herzegowina ab.
Giulietti trat 1999 in den diplomatischen Dienst der Schweiz ein. Nach Tätigkeiten in Bern und bei der Ständigen Mission der Schweiz bei den Vereinten Nationen in New York wurde er 2001 zur Politischen Abteilung III (Internationale Organisationen) versetzt. Bei Schweizer Mission bei der NATO in Brüssel bekleidete er ab 2004 das Amt des Ersten Sekretärs. Drei Jahre später arbeitete er in Bern als stellvertretender Leiter der Abteilung Menschenrechtspolitik ernannt.
Als stellvertretender Missionschef diente Giulietti ab 2010 in Mexiko und ab 2014 in Kenia. Anschliessend ernannte ihn der Bundesrat 2016 zum Botschafter in Costa Rica mit Sitz in San José ernannt. Weitere Akkreditierungen erhielt er für El Salvador, Nicaragua und Panama. Von August 2020 bis Juli 2024 war er Chef mit dem Titel eines Botschafters der Abteilung Amerikas im Staatssekretariat EDA. Seit August 2024 ist Mirko Giulietti ausserordentlicher und bevollmächtigter Botschafter der Schweiz in Kenia. Mit Sitz in Nairobi wurde er zum Botschafter in Burundi, Uganda, Ruanda und Somalia sowie zum Ständigen Vertreter der Schweiz beim Umweltprogramm der Vereinten Nationen (UNEP) ernannt.
Giulietti ist verheiratet und Vater von zwei Söhnen und einer Tochter.

## Belege
1. 1 2 3 4  Curriculum Vitae Mirko Giulietti. Englisch, PDF (136 kB), abgerufen am 23. Juli 2019.
2. ↑  Kommunikation EDA: Neue Botschafterinnen und Botschafter. Medienmitteilung vom 22. November 2023; abgerufen am 21. April 2025.

| Personendaten    | Personendaten      |
| ---------------- | ------------------ |
| NAME             | Giulietti, Mirko   |
| KURZBESCHREIBUNG | Schweizer Diplomat |
| GEBURTSDATUM     | 1964               |
| GEBURTSORT       | Lugano, Schweiz    |